# Ablabesmyia idei
Ablabesmyia idei es una especie de insecto díptero. Fue descrito por primera vez en 1925 por Walley. 
Pertenece al género Ablabesmyia, familia Chironomidae.

## Distribución
Se distribuye por Ontario, Canadá.